# Amna Suleiman
Amna Suleiman (Damasco, 1982) es una maestra y activista siria, que lucha por los derechos de las mujeres en la Franja de Gaza, en cuanto a sus posibilidades de poder pasear en bicicletas. Hacia 2016 era la única mujer en un club de ciclismo femenino gazatí.

## Biografía
Suleiman nació en la capital siria y se trasladó a Gaza en los años 1990, donde vive en Campamento de Jabalia, desempeñándose como voluntaria en un orfanato local, enseñando el Corán y practicando ciclismo con un grupo local de mujeres.

### Activismo
En Gaza la costumbre es que las mujeres no viajen en bicicleta después de alcanzada la pubertad. Suleiman comenzó a andar en bicicleta en 2015 junto a sus amigas por razones de salud y para recordar a sí misma los mejores tiempos de su infancia. Poco después, estableció lo que se considera el primer club ciclista femenino bajo la administración del partido Hamás en la Franja de Gaza.
La participación de las mujeres en los deportes se ha restringido en la franja de Gaza desde que Hamás llegó al poder. Según Ahmad Muheisin, funcionario de la oficina de juventud y de los ministerios deportivos de Gaza, el ciclismo femenino es considerado una «violación» de los valores gazatíes.
Suleiman aboga por que las mujeres sigan andando en bicicleta después de la pubertad, y ha pedido en el New York Times a las jóvenes de Gaza que deberían insistir en que sus futuros esposos les permitan utilizar bicicletas como condición para el matrimonio. En 2016 fue presentada por BBC como parte de su serie 100 Mujeres.